# Laurent Cerise
Pour les articles homonymes, voir Cerise (homonymie).
Laurent Alexis Philibert Cerise, né le 27 février 1807 à Aoste et mort le 5 octobre 1869  dans le 8e arrondissement de Paris et inhumé au cimetière du Père-Lachaise, était un médecin originaire de la Vallée d'Aoste.

## Biographie

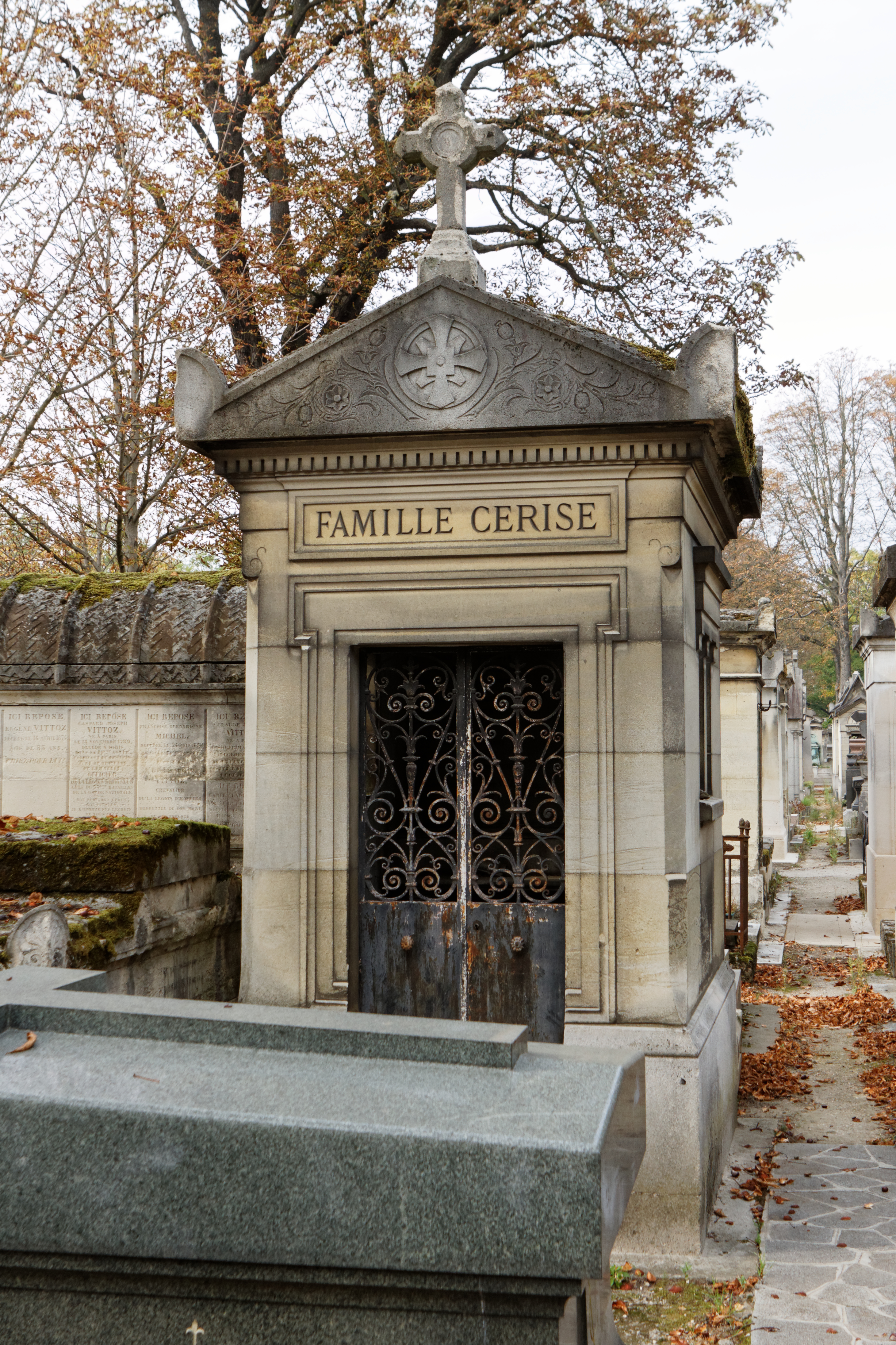
Tombe au cimetière du Père-Lachaise.

Laurent Cerise est issu d'une famille noble ; il est le fils d’Antoine-Sulpice Cerise, notaire et syndic d'Aoste en 1808 et 1811-1812, et de Philiberte Martinet, de La Thuile. Il est le neveu du général Guillaume-Michel Cerise, baron d'Empire. Il avait épousé à Paris le 21 mars 1846 Pauline Margueritte Aubert (1818-1901) sœur de l'archéologue français Édouard Aubert.
Il commence ses études au Collège Saint-Bénin d’Aoste. Il fréquente ensuite l’Université de Turin où, le 5 février 1828, il présente sa thèse de docteur en médecine, à l’âge de 21 ans. Il s’établit ensuite à Paris en 1831 où il est accueilli par Wilhelmine Senff de Pilsach, veuve de son oncle Guillaume-Michel Cerise, général et baron d'Empire et s'établit comme docteur en 1834.
Selon Laurent Cerise, la connaissance de la physiopathologie devait aller de pair avec la psychologie, ce qui remettait en question les fondements de la très renommée École médicale parisienne qui, à cette époque, était encore basée sur la médecine organiciste de Bichat.
Il est inhumé au cimetière du Père-Lachaise (45e division).

## Œuvres et publications

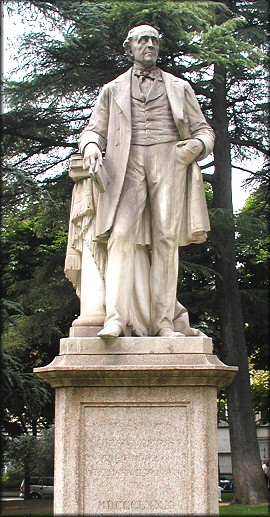
Statue de Laurent Cerise aux jardins publics à Aoste, autrefois au centre de place Émile Chanoux.

- Maître Pierre, ou le Savant de village [Entretiens sur la physiologie], F.-G. Levrault (Paris), 1835, In-18, VI-138 p.
- Exposé et examen critique du système phrénologique, Trinquart (Paris), 1836, Texte intégral et Texte disponible en ligne .
- Le Médecin des salles d'asile ou Manuel d'hygiène et d'éducation physique de l'enfance, Hachette (Paris), 1836, lire en ligne sur Gallica.
- Déterminer l'influence de l'éducation physique et morale sur la production de la sur-excitation du système nerveux et des maladies qui sont un effet consécutif de cette sur-excitation, [s.n.], [s.l.], 1840, Texte intégral.
- Des fonctions et des maladies nerveuses dans leurs rapports avec l'éducation sociale et privée, morale et physique, Germer-Baillière (Paris), 1842,Texte intégral , Texte intégral , lire en ligne sur Gallica.
- Essai sur les principes et les limites de la science des rapports du physique et du moral pouvant servir d'introduction aux diverses éditions de l'ouvrage de Cabanis sur les Rapports du physique et du moral de l'homme, Fortin, Masson et cie (Paris), 1843, Texte disponible en ligne.

En collaboration:
- Du sommeil, des rêves et du somnambulisme dans l'état de santé et de maladie, avec Maurice Martin Antonin Macario (1811-1898), Périsse frères (Lyon), 1857.
- Étude médico-psychologique sur l'homme dit le sauvage du Var, avec Ernest Mesnet (1825-1898), J.B. Baillière (Paris) , 1865,1 vol. ,32 p.
- Annales médico-psychologiques, 1863,

Publications posthumes:
- Mélanges médico-psychologiques [précédés d'une notice sur sa vie par M. le Dr Foissac] , G. Masson (Paris), 1872, Texte intégral , lire en ligne sur Gallica.
- Œuvres du docteur Cerise : membre de l'académie de médicine ; publieés par les soins de sa famille et de ses amis ; orneés d'un portrait de l'auteur ; et précédées d'une notice sur sa vie, G. Masson (Paris), 1872 :

1. tome 1, lire en ligne sur Gallica
2. tome 2, lire en ligne sur Gallica

- De la Sensibilité cornéenne, G. Steinheil (Paris), 1908.

Il est l'éditeur, avec Auguste Ott, du Traité de politique et de science sociale de Philippe Buchez en 1886, chez Amyot. Il a préfacé et annoté l'édition des Recherches physiologiques sur la vie et la mort de Marie François Xavier Bichat, chez Charpentier, en 1856. Il collabore à une édition des Rapports du physique et du moral de l'homme de Pierre Jean Georges Cabanis, avec Antoine Louis Claude Destutt de Tracy et Pierre Sue, publié par Fortin, Masson et cie (Paris) en 1843, Texte intégral

## Liens avec leRisorgimento
Laurent Cerise fit connaissance et entretint des rapports étroits avec les principaux protagonistes voués à la cause du Risorgimento italien : Carlo Giuseppe Guglielmo Botta, Carlo Matteucci, Vincenzo Gioberti, Niccolò Tommaseo, Camillo Cavour, Giuseppe Mazzini, Costantino Nigra, Nino Bixio, Luigi Cibrario. Philanthrope reconnu pour les nombreux services qu’il sut rendre, il fut président de la Société Italienne de Bienfaisance.

## Vallée d'Aoste et francophonie
En 1851 Laurent Cerise fait découvrir la Vallée d'Aoste à son beau-frère l'archéologue français Édouard Aubert qui publie en 1860 à Paris son célèbre ouvrage la Vallée d'Aoste première œuvre historiographique moderne sur la région. En 1862, Laurent Cerise témoigna de son attachement à sa Vallée d'Aoste natale. Il rédige une lettre au ministre de l’Instruction publique, son ami Carlo Matteucci, en faveur de l’enseignement de la langue française en Vallée d’Aoste, abolie par un arrêté gouvernemental. La langue française eut de nouveau droit de cité officiellement dans la région valdôtaine.

## Distinctions
Laurent Cerise fut élu à l’Académie des sciences de Turin en 1853, puis devint membre de l’Académie Saint-Anselme d’Aoste en 1856, et enfin membre de l’Académie de médecine de Paris en 1864.

## Famille
Il est le père du baron Guillaume Cerise. Son petit-fils, également nommé Laurent Cerise, épouse Jeanne Wilson, fille de Daniel Wilson et d'Alice Grévy, elle-même fille de Jules Grévy, président de la République de 1879 à 1887.